# 國泰航空空中霸王遭擊落事故
國泰空中霸王被擊落是一宗中華人民共和國军方误击民航的空難。1954年7月23日，第七届中共中央决定“一定要解放台湾”，同日，中国人民解放军空军军机击落了國泰航空的C-54空中霸王客機。客機自泰國曼谷飛英屬香港，在海南島以東上空遭兩架军机擊落，造成10死8傷，死者包括5名華人。中國政府没有救援，只有廣州市航空管制員准許駐港英軍救援，但警告美國若來救援將不另警告而馬上擊落。由於海浪太急英軍無法降落，美軍不理會中國大陆的警告，坚持救起了生還者。
由於空難牽涉外國，中華人民共和國外交部長周恩來出面賠償。事後，當時全力參與的中華人民共和國，外交形勢更是孤立。此亦是香港歷史首次發生被擊落的香港空難。

## 政治背景
1954年7月23日，第七届中共中央决定“一定要解放台湾”，《人民日报》于23日、24日发表题为《一定要解放台湾》、《人民解放军的光荣任务》的社论
客机被擊落後，國泰航空機長Philip Blown認為解放軍將香港國泰航空誤認為台灣民航空運公司將其擊落。美國戰略情報局前局長威廉·唐諾文（時任美國駐泰國大使）在事發的同一週搭乘台灣民航空運。

## 擊落經過
香港时间1954年7月23日早上4时19分（GMT 20:19），國泰C-54型客機，機身編號VR-HEU，載著6名機組人員及12名乘客從泰國曼谷返回香港。此班機原由新加坡起飛，停曼谷後繼續返港。8时40分（GMT 23:40），飛機以9,000英呎高度，飛至南中国海上空，在海南島的國際空中走廊以東10海浬。中国人民解放军空军（根据该国資料，屬解放军空29師85团）兩架La-11战斗机在三亚榆林港南部海域上空執行为苏联东欧国家轮船护航巡邏任務時發現一架大型飛機，地面指揮官下令飞行员去「查明」，但兩名戰機飞行员在查明期間誤判飛機是中華民國空军的轟炸機，於8時44分擅自開火。客機在毫無預警的情況下遭到射擊。一號、四號引擎及油箱被擊中馬上起火，火勢向機體四處蔓延。机长认为是被La-9戰鬥機0.50英寸（12.7 mm）机枪攻击。
當時機艙內一片混亂。機艙的窗戶被打碎，機身出現大破洞，空氣中充滿硝煙。 機上一名空中服務員Rose Chen中槍當場身亡，駕駛艙部份儀表被打壞。 副機長及機上一名機械士冒險走向機尾，向乘客派發救生衣及毛氈。機上華籍通訊員按指示於8时45分發出求救訊號，並在飛機墮海前不停重覆。機長則在兩戰機之間不停作出機動閃避，並從9,000英呎急速向下俯衝。解放军战机不断回旋扫射，客机先後失去了尾舵、襟翼，直至下降至1,000英呎（约300米）高度以下，兩架解放軍戰機才停止攻擊。 在攻擊開始後約兩分鐘，飛機以160節的速度，在海面上成功迫降，右邊機翼和機尾在迫降時折斷。 部份生還者成功離開下沉中的飛機殘骸。機長和副機師證實中國人民解放軍空軍離去後，約於兩分鐘後才爬上充氣式救生艇，並救起其餘的人。機長及副機長獲英皇頒授飛行貢獻獎章。

## 救援

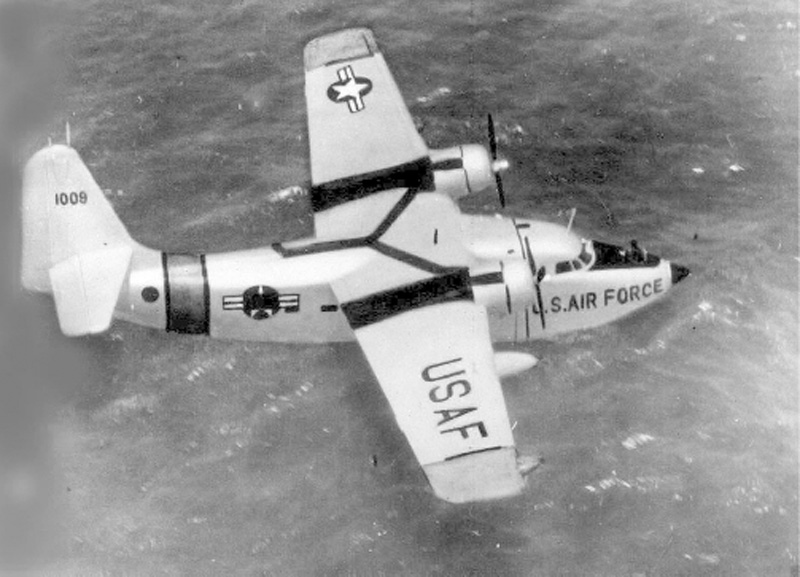
美軍SA-16滑降

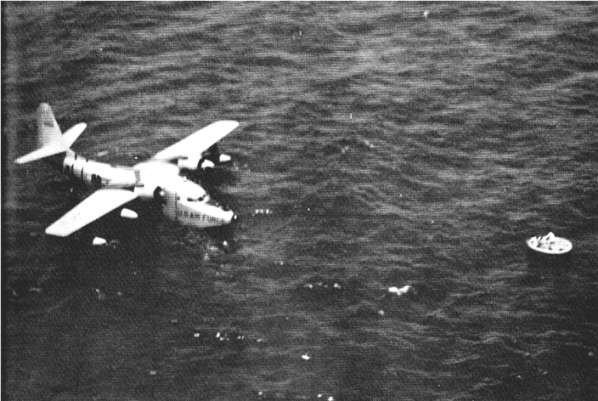
SA-16飛向救生筏

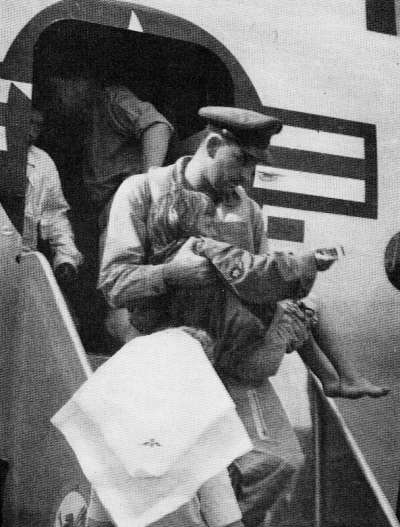
SA-16機長將六歲的乘客抱下飛機

一架由越南河內飛英屬香港，法屬越南航空的民航機在附近，收到求救訊號往現場，機上有人目睹國泰客機沉沒，發現漂浮海上的救生艇。香港啟德機場透過無線電，通知中國大陸廣州白雲機場航空管制塔有客機在海南島對開海面墮海，港英政府將派出英國駐港軍機救援。廣州管制塔回應，只准許港英政府的桑德蘭水上飛機到場，警示其他國家軍機若進入領空，將會被中國人民解放軍擊落而不會另作最后警告。英國皇家空軍最先抵達，但由於現場風浪太大，浪高至15英呎，桑德蘭水上飛機盤旋2小時仍無法降落。 美軍航空拯救隊的首架SA-16信天翁式水陸兩用機於下午1時左右抵達。機長Woodyard上尉盤旋半小時後，在海南大洲島附近，浪高5-6英呎處冒險降落，然後在浪中滑行兩英里，救起所有生還者。SA-16之後以火箭发动机助推起飛，於下午5時30分抵達啟德機場，可是其中一名女乘客於降落前身亡。其他獲救者送往香港九龍醫院。Woodyard上尉事後獲飛行優異十字勛章。
其他參與援救的有：法國從最接近事發地點的越南岘港派出一架PB4Y-2型海上巡逻机到場。駐港英國皇家空軍指示一架當時正從香港飛越南西貢的瓦勒他式運輸機改為飛到現場，另外從香港啟德機場先後派出一架軍用阿弗羅約克型運輸機、一架桑德蘭水上飛機，及兩架黄蜂型戰鬥機（De Havilland Hornet）到場搜尋和救援。 國泰航空亦從香港派出一架PBY卡特琳娜水上飛機。法国PB4Y-2向駐港英军的桑德兰水上飞机指示了位置，因为浪大，桑德兰救援机无法降落。美國空軍得知消息後，從菲律賓克拉克空軍基地派出第31搜救中队的兩架格魯曼SA-16信天翁式水陆两用飞机（编号51-009）協助拯救。此外美國海軍由在鄰近西沙群島海域值勤的大黃蜂號航空母艦派出8架A-1攻擊機到場。

## 賠償處分
國泰开出251,400英镑赔偿帐单，英方开出赔偿帐单總計367,000英镑。中華人民共和國政府在13个月内付清。1955年5月9日，中華人民共和國國務院總理兼外交部長周恩来会见英国驻华代办杜维廉交涉“克什米尔公主号”事件时说：“1954年海南岛驻军辨查失误，击落英国民航机，我们迅速道歉并赔偿。”
纪律处分方面，肇事者解放軍空軍航空兵第29师第85团当事长机飞行员赵旭（第85团射击主任）被判处有期徒刑1年；僚机飞行员韩光荣（第85团中队长）被禁闭1个月；此战地面指挥员、中國人民解放軍空军航空兵第18师副师长曹振邦則受到纪律处分，调到空军第五航校任副校长，后接任五航校笫三任校长，1960年代离休。除以上处理外，三人均未因此事受到其它刑事或民事处罚承担海南岛崖县到广州黄埔港为外轮空中护航任务，装备圖-2轰炸机的空20师师长马宁、拉-11歼击机的空29师政委任敬汤，专门写了检查，上交给中南军区副司令员黄永胜和政委谭政。

## 傷亡

### 機組人員
- Phllip Blown：機長，二戰澳洲空軍上尉，生還。
- Cedric Carlton：副機長，生還。
- Stephen Wong：無線電通訊員，華人，迫降時遇難。
- Iris Stobart：服務員主任，存疑[註 3]。
- Rose Chen：服務員，華人，遇難。
- 羅碧華（Esther Law）：服務員，華人，生還[22]。

### 乘客
- Leonard L. Parish：34歲，美國人，曾為中國航空（中華民國及美國的聯合公司）的機師。當時正舉家從印尼返回美國。發現飛機被射擊後，用自己身體覆蓋其兩子，遇難[12]。
- Frances Parish：Leonard之妻，美國人，生還。
- Lawrence Parish：4歲，Leonard之子，遇難。
- Philip Parish：2歲，Leonard的之子，遇難。
- Valerie Parish：6歲，Leonard之女，生還者中年紀最小的。
- Peter Thacher：美國人，曾為馬歇爾之助理，當時為駐日本美國陸軍文職人員。腿部中彈受傷，但生還[12]。
- Mrs. Thorburn：英國人，生還。
- Mrs. Finley：英國人，英國駐印尼領事之妻，遇難[23][14][註 4]。
- Paul Yong Nam Ying：18歲，華人，香港大學學生，遇難[14]。
- 呂聯風（Lui Luen Fong）： 泰國華僑，生還[24]。
- 張明月（Rita Cheung）：葡屬澳門居民，華人。腿部折斷及內出血，救起後飛返英屬香港途中不治[24]。
- 戴廷祥（Tie Tian-Chuang）：華人，遇難。
- G.H. Cattanach：國泰航空機械維修員，當時正前往香港開會，事發時曾協助機長，遇難[9]。

## 飛機規格
事件中的客機原為美國道格拉斯飛機公司製造之C-54A型運輸機，1944年5月16日出廠撥交美國陸軍航空軍使用，编号42-72205。二戰結束後作為剩餘軍用物資在1946年2月由皇家荷蘭航空購得並改為客機使用，1949年8月皇家荷蘭航空把飛機轉售香港國泰航空，機身注册号VR-HEU，S/N：10310。事件发生时，此机总飞行時數為15,279小时。按歷史照片及當日機長的描述，飛機除了在兩方機身寫有國泰航空的英文名字（Cathay Pacific Airways）外，在垂直尾翼更有5英呎乘3英呎的英國國旗。
该型飞机载客44人，使用高密度布局载客量可多出一倍。没有气密舱，4,000米以上高度让旅客不适应。此前，法国航空公司的DC-4在1952年4月29日柏林降落前遭到两架米格-15攻击，3名乘客受伤。

## 反應

### 外交照會
7月24日，刚到任17天的英国驻华首任代办杜维廉就民航机击坠事件发出外交照会。7月24日，中央人民政府外交部副部长章汉夫复照英方，对此次不幸事件表示遗憾，对伤亡者及其亲属表示同情和慰问，并考虑给以适当的抚恤和赔偿。中国共产党中央委员会主席毛泽东亲笔修改了章汉夫答复英方的照会，并指示在《人民日报》（7月27日）公开发表。

### 軍事回應
美國國務卿杜勒斯發表聲明，譴責中华人民共和国行為野蠻。7月24日，美国国防部部长威尔逊宣布为救援民航机，派出两个航母战斗群菲律賓海號及大黃蜂號抵近海南岛，并称：“美国所要采取的行动将在以后宣布。”美国太平洋艦隊司令公開表明，若美軍受到威脅，將不會猶豫立即作出攻擊。 其它航空公司停飛該航段。
7月26日上午10时05分，美国海军航空兵與中华人民共和国解放軍空29師在海南島東部海域爆發空戰。空戰發生背景目前兩國提出的說法有出入。中华人民共和国聲稱2架解放軍La-11戰機为波兰“和平”号油轮等商船护航，美海军舰载机5批24架侵入海南岛东南大洲岛上空，其中12架战斗机10时05分在北鳌港以东海区上空向拉－11发起攻击，飛行員周振东與其僚機駕駛陣亡。美机随后向护航舰艇扫射，护航舰艇开炮还击以后，所有美机被擊退。中央人民政府外交部副部长章汉夫则于次日提出“最严重的抗议声明”：“七月二十六日，包括美国航空母舰两艘及驱逐舰若干艘的混合编队，进入我国海南岛东部附近海面，九时二十五分由舰上起飞的美国战斗机四架，侵入我国榆林港上空。十时零五分，又一批美国战斗机十二架侵入我海南岛乐会上空，向我国两架巡逻飞机攻击，我两机遭击落。其后又有美国战斗机两架向波兰商轮两艘及我国的护航舰进行俯冲射击，经我舰自卫还击后逃逸。”“正因为美国和蒋匪空军在这一区域经常进行骚扰活动，才使七月二十三日晨一架英国运输机在海南岛榆林港上空发生意外不幸事件。……侵犯我国领空，野蛮地袭击并击落我国巡逻飞机两架，俯冲并扫射在公海航行的波兰商船和我国船舰。”“中华人民共和国中央人民政府对于美国空军侵犯我国榆林港和乐会领空和以最野蛮的方式突然袭击并击落我国飞机两架、俯冲和扫射我国船舰的罪恶行动，特向美国政府提出最严重的抗议。”
美國聲稱中國解放軍空軍首先攻擊美軍搜救機隊，菲律賓海號航空母艦的VF－54中队3架AD-4螺旋桨攻擊機在执行搜救任务时遭到解放军拉-11袭击，但解放军飞行员未发现在附近护航的10架美军飞機，随即被美军包围击落。击落第一架拉-11的是VF-54中队AD-4攻擊機的飞行员Roy M. Tatham上尉，飞行员Richard R. Crooks少尉参与。击落另一架拉-11的是VF-54中队AD-4攻擊機的飞行员John L. Damien上尉，John M. Rochford上尉、Paul I. Wahlstrom少校、Richard S. Ribble上尉，與VC-3中队F4U-5N海盜式战斗机飞行员Edgar B. Salsig少校参与。由于兵力对比悬殊，整个战斗仅历时2至3分钟。美军飞機在击落解放军飞機后，遭到解放军海军炮艇的炮击，但并未還击。
7月28日，英国驻华代办杜维廉向中華人民共和國外交部副部长章汉夫转交美国抗议书，章汉夫拒绝接受。中華人民共和國外交部办公厅代理主任阎宝航致电联合国秘书长哈马舍尔德，将外交部章汉夫副部长为“美国空军侵犯中（华人民共和）国领空并击落中（华人民共和）国两架巡逻飞机”向美国政府提出最严重抗议所发表的声明全文附去，请哈马舍尔德将这篇声明全文发给除中华民国以外的联合国各会员国代表团。

### 引用
1. 1 2 3 4 5 6 7  VR-HEU （页面存档备份，存于）- The Life and Times of James Harper
2. 1 2 3 4  大部份資料，包括當時之華南早報及報章雜誌、航空資料庫等，機上總共為18人。但有資料 .   [2008-10-17]. （原始内容存档于2008-08-20）. 表示應為19人，待考。
3. 1 2  原空军司令员马宁口述、徐秉君整理. . 《百年潮》. 2014, (5)  [2021-05-09]. （原始内容存档于2021-05-09）. 《文摘报》2014年06月03日08版全文轉載。
4. 1 2 3  . 新华网. 2016-01-27: 第7页. （原始内容存档于2022-08-16）.
5. ↑  香港 - 空難生還者 （页面存档备份，存于） - Movietone電影新聞數碼存檔
6. ↑  . 《人民日报》. 1954-07-23  [2023-02-16]. （原始内容存档于2023-02-16）.
7. ↑  . 《人民日报》. 1954-07-24  [2023-02-16]. （原始内容存档于2023-02-16）.
8. 1 2 3 4 5 6 7 8  美國空軍上尉Jack T. Woodyard. . 《星期六晚郵報》. 1954-10-23  [2008-11-10]. （原始内容存档于2009-01-05）.（英文）
9. 1 2 3 4 5 6 7 8 9 10 11 12 13 14 15 16  . 《南華早報》. 1954-07-26. （原始内容存档于2011-07-11） （英语）.
10. 1 2 3  . 中華網. 2007-11-02. （原始内容存档于2007-12-05）.
11. ↑  . （原始内容存档于2008-12-19）.
12. 1 2 3 4 5 6  Peter Thacher. . The Reader's Digest. November 19, 1954. （原始内容存档于2014-01-09） （英语）.
13. ↑  . South China Morning Post. 2009年9月20日.
14. 1 2 3 4  AirLiner Disaster （页面存档备份，存于）- South China Morning Post，1954-07-24。
15. 1 2  Gunfire in the Skies  （页面存档备份，存于） Time Magazine, 1954-08-02
16. ↑  . HistoricWings.com :: A Magazine for Aviators, Pilots and Adventurers. 2012年7月28日  [2023年2月16日]. （原始内容存档于2023年2月17日）.
17. ↑  . . Volume XIV, Part 1.   [2022-09-29]. （原始内容存档于2022-10-03） –美國國務院歷史文獻辦公室.
18. ↑  . mil.sina.cn. 2016年4月19日  [2023-02-16]. （原始内容存档于2023-02-16）.
19. ↑  . 大紀元. 2014-04-03  [2021-05-09]. （原始内容存档于2021-05-09）.
20. ↑  Red China Apologises For Attack On Plane （页面存档备份，存于） - Reuters, France Presse, 26 July 1954.
21. ↑  VRHEU Survival List （页面存档备份，存于） - The Life and Times of James Harper: 按此表機上乘客及機員共19人
22. ↑  工商日報，1954年7月25日第五版
23. ↑  Gavin Young. . Faber & Faber. 2012-04-26: 145  [2018-04-22]. ISBN 978-0-571-28726-0. （原始内容存档于2019-06-12）.
24. 1 2  工商日報，1954年7月26日第五版
25. ↑  . 人民日报. 1954-07-27  [2022-09-29]. （原始内容存档于2022-10-04）.
26. ↑  . 人民日报. 1954-07-28  [2022-09-29]. （原始内容存档于2022-10-01）.
27. ↑  揭秘54年中國誤擊英國民航飛機事件 （页面存档备份，存于）. 2016-04-01
28. ↑  . 大公网.   [2023-02-16]. （原始内容存档于2023-02-16）.
29. ↑  . 《人民日报》. 1954-07-31  [2023-02-16]. （原始内容存档于2023-02-16）.
30. ↑  . Madera Tribune 63 (93). 31 July 1954. （原始内容存档于2019-06-11）.
31. ↑  Mark L. Evans; Roy A. Grossnick.  (PDF).  2. 2015: 462  [2024-08-19]. ISBN 978-0-945274-87-2. （原始内容存档于2021-06-30）.
32. ↑  . . XIV, Part 1.   [2022-09-29]. （原始内容存档于2022-10-03）.
33. ↑  . The Department of State Bulletin. 1954-08-09, 31 (789): 196–197.
34. ↑  . 人民日报. 1954-07-28: 第1版  [2024-07-28]. （原始内容存档于2024-12-28）.
35. ↑  . 人民日报. 1954年7月30日: 第1版  [2024年8月19日]. （原始内容存档于2024年12月28日）.
36. ↑  . 东方网. 2016年1月27日  [2024年7月28日]. （原始内容存档于2024年7月28日） –新华网.

## 外部連結
- Aviation Safety Network報告（页面存档备份，存于）
- 中國網對事件回顧